# Мальованський провулок (Житомир)
Мальованський провулок — провулок в Богунському районі Житомира.

## Розташування
Розташований на Мальованці, на теренах Закам'янки. Бере початок від Троянівського провулка. Завершується перехрестям з вулицею Героїв Пожежників. Від провулка бере початок Джерельний провулок.

## Історія
Станом на початок ХХ століття сформувалася траса провулка та вагома частка забудови. Перша назва — Безназванний 9-й провулок.
Станом на 1915 рік, провулок у передмісті Закам'янка.
На мапах 1941 — 1942 рр. фігурує назва Мальованський провулок.